# Ionel Rapaport
Ionel Florian Rapaport (* 30. März 1909 in Buzău, Rumänien; † 1972 in Wisconsin) war ein rumänischer Arzt für Endokrinologie und Psychopathologie.

## Leben
Er wuchs in einer rumänisch-jüdischen Familie auf und studierte in Rumänien Medizin. Während des Zweiten Weltkrieges kam er nach Paris, wo er bei Charles Blondel seine Studien fortsetzte. Die Promotionsarbeit schrieb er über rituelle Kastration. 1953 emigrierte er in die USA und ging an die University of Wisconsin. Sein bekanntestes Werk ist seine Einführung in die kollektive Psychopathologie der mystischen Sekte der Skopzen.
Die New Yorker Filmemacherin Pola Rapaport ist seine Tochter aus zweiter Ehe mit einer Amerikanerin.
Rapaport starb 1972 an einer Krebserkrankung.

## Werke
- Ionel Florian Rapaport: Castration rituelle: l'état mental des Skoptzy. Librairie Lipschutz, Paris 1937
- Ionel Rapaport: Introduction à la psychopathologie collective la secte mystique des Skoptzy. Paris, Edition Erka 1949 (Collection internationale de psychologie sociale normale et pathologique)
- L'Étude des troubles menstruels dans la Bible et le Talmud. In: Revue d'histoire de la médecine hébraïque (Impr. ABéCé), Paris 1954 (Extrait de la "Revue d'histoire de la médecine hébraïque". N° 9, juillet 1951)
- Ionel Rapaport [Hrsg.]: Collection internationale de psychologie sociale normale et pathologique. 1948.
- Ionel Rapaport: Les faits de castration rituelle : essai sur les formes pathologiques de la conscience collective. Lille, 1945 (Dissertation Th. lettres Paris, 1945)
- Nouvelles recherches sur le mongolinisme à propos du rôle pathogénique du fluor. (Bulletin de l'Académie nationale de médecine, 1959)